# Tuckneraria ahtii
Tuckneraria ahtii är en lavart som beskrevs av Randlane & Saag. Tuckneraria ahtii ingår i släktet Tuckneraria och familjen Parmeliaceae.   Inga underarter finns listade i Catalogue of Life.